# Jan Keller (hudebník)
Jan Keller (* 1975 Praha) je český violoncellista a baskytarista. Studoval na Pražské konzervatoři u Jaroslava Kulhana a na Akademii múzických umění, kde absolvoval v mistrovské třídě profesora Josefa Chuchra. Účastnil se též mistrovských kurzů, a to roku 1993 u Miloše Mlejnika a roku 2003 u Raphaela Walfishe v Londýně. Mezi roky 1998 a 2010 byl členem Symfonického orchestru Českého rozhlasu, z něhož v odešel, aby se od ledna 2011 stal členem České filharmonie. Od roku 2006 pedagogicky působí na Konzervatoři Jaroslava Ježka a věnuje se také jazzu (vystoupení s Janou Koubkovou, v uskupení Noční optika či se skupinou Nakara). Interpretuje také skladby barokní hudby na dobové hudební nástroje.  Hraje také v souboru Transitus Irregularis, a učí na Pražské konzervatoři.